# スクルツォレンゴ
スクルツォレンゴ（伊: Scurzolengo）は、イタリア共和国ピエモンテ州アスティ県にある、人口約500人の基礎自治体（コムーネ）。

## 地理

### 位置・広がり

#### 隣接コムーネ
隣接するコムーネは以下の通り。
- カッリアーノ・モンフェッラート
- カスタニョーレ・モンフェッラート
- ポルタコマーロ

#### 地震分類
イタリアの地震リスク階級 (it) では、4 に分類される
。

## 行政

### 分離集落
スクルツォレンゴには、以下の分離集落（フラツィオーネ）がある。
- Monterosso, Monterovere, Gioia